# 토리키조쿠
토리키조쿠(鳥貴族 도리키조쿠[*])는 일본의 외식 기업이다. 오사카시 나니와구에 본사가 있으며, 오사카부, 도쿄도, 아이치현을 중심으로 한 이자카야 토리키조쿠 외에도 햄버거 프랜차이즈 TORIKI BURGER, 야키토리 가게인 야키토리 다이키치를 운영한다.